# Vasa saluhall
Vasa saluhall är en saluhall i  Vasa. Saluhallen grundades år 1902 och ligger vid Vasaesplanaden. Saluhallsbyggnaden som är i nygotisk stil är ritad av A.W. Stenfors. Numera verkar cirka 20 företag i saluhallen.